# 后现代主义与文化理论
美国马克思主义评论家和理论家弗里德里克·詹姆逊（Fredric Jameson，或译为杰姆逊或詹明信）因为1985年来北大讲学而在中国名声大噪。之后他在华的演讲结集由陕西师范大学出版社出版，即这本《后现代主义与文化理论》。他是第一个在中国传播后现代文化理论的美国学人。

## 作者简介
弗里德里克·詹姆逊（Fredric Jameson，或译为杰姆逊或詹明信）是当代美国最有影响的马克思主义评论家和理论家。也是美国当代最有影响、著述最丰富的文学理论家、文化批评家。他先后就读于哈佛大学和耶鲁大学，留学法国和德国，1959年获耶鲁大学博士学位。先后在加州大学、耶鲁大学任教，1985年后任杜克大学讲座教授、文学系主任、批评理论研究所所长。003年辞去系主任职务，继续担任批评理论研究所所长，兼任杜克大学人文科学学术委员会主任。其主要著作有：《萨特：一种风格的起源》《语言的牢笼》、《政治无意识》、《理论的意识形态》《地缘政治美学》等。
詹姆逊的《马克思主义和形式》、《语言的牢笼》和《政治无意识》三部著作被另一位西方著名的马克思主义理论家伊格尔顿（Eagleton,T.）誉为“西方马克思主义”的三部曲。

## 主要内容
他的演讲主要是介绍当代西方的理论与文化里的各种观点和争鸣，从心理分析到后结构主义，从符号学到辩证法传统（也就是通称西方马克思主义的传统），都是讨论的范围。本书的“引论”和第一至第四章是作者研究工作的理论框架，他在讨论文化与生产方式、文化与宗教、文化与意识形态、文化与叙事分析等问题时，对当代西方思想界的代表人物的思想理论做了评述，将马克思主义的一些基本原理运用到新的理论阐述中。第五章“后现代主义文化”是本书最精彩的部分，他结合对建筑、文学、绘画、摄影、广告等文化工业的精彩分析，对后现代主义和文化理论做了理论的总结。
他着重讲述晚期资本主义的文化特征，认为晚期资本主义商品化不仅表现于一切物质产品，而且渗透到各个精神领域，甚至理论本身也成为一种商品，人们生活在无边无际的由“商品化”了的广告、电视、电影所构成的形象的汪洋大海中，生活本身在很大程度上也成了这些形象的模仿和复制。在这样的社会中，上层建筑起着前所未有的，甚至是决定性的作用。个人对时间和空间的感受产生了新的变化，历史的深度消失了。多民族、无中心、反权威、叙述化、零散化、无深度等概念是这个社会的主要文化特征，“后现代主义”是对这些特征的概括。

## 后现代主义
詹姆逊概括了后现代主义文艺四个基本审美特征：
1. 主体消失。在后现代文化氛围中，传统的价值观念和等级制度被颠倒了，现代主义中的个性和风格被消除得一干二净，主体成了某种破碎的幻象。
2. 深度消失。现代主义艺术总是以追求乌托邦的理想、表现终极真理为主题，而后现代主义艺术则放弃了作品本身的深度模式，不再具有思想，不再提供解释，拒绝挖掘任何意义，仅仅追求语言快感。
3. 历史感消失。历史永远是记忆中的事物，而记忆永远带有记忆主体的感受和体验。现代主义艺术因追求深度而沉迷于历史意识，而后现代主义艺术中，历史仅仅意味着怀旧，它以一种迎合商业目的的形象出现。
4. 距离消失。在现代主义艺术看来，距离既是艺术和生活的界线，也是创作主体与客体的界线，它是使读者对作品进行思考的一种有意识的控制手段。后现代艺术中，由于主体的消失，作品失去深度和历史感，仅仅具有作用于人感官的刺激性，而没有任何启发和激扬的功能，换言之，它强调的只是欲望本身。